# الشرقي (عبس)

تعديل مصدري - تعديل

الشرقي هي إحدى قرى عزلة بني حسن بمديرية عبس التابعة لمحافظة حجة، بلغ تعداد سكانها 256 نسمة حسب تعداد اليمن لعام 2004.